# Провіденія
Провіденія, також Провидіння (рос. Провиде́ния) — селище міського типу в Чукотському автономному окрузі Росії, адміністративний центр Провіденського міського округу.

## Етимологія
Селище найменовано за бухтою, в свою чергу названої англійським капітаном Томасом Муром в 1848 році на честь провидіння.

## Географічне положення
Селище Провіденія розташоване в південно-східній частині Чукотського півострова, на узбережжі бухти Провидіння Берингового моря. На протилежному березі бухти знаходяться селище Урелікі і аеропорт «Бухта Провидіння».

## Історія

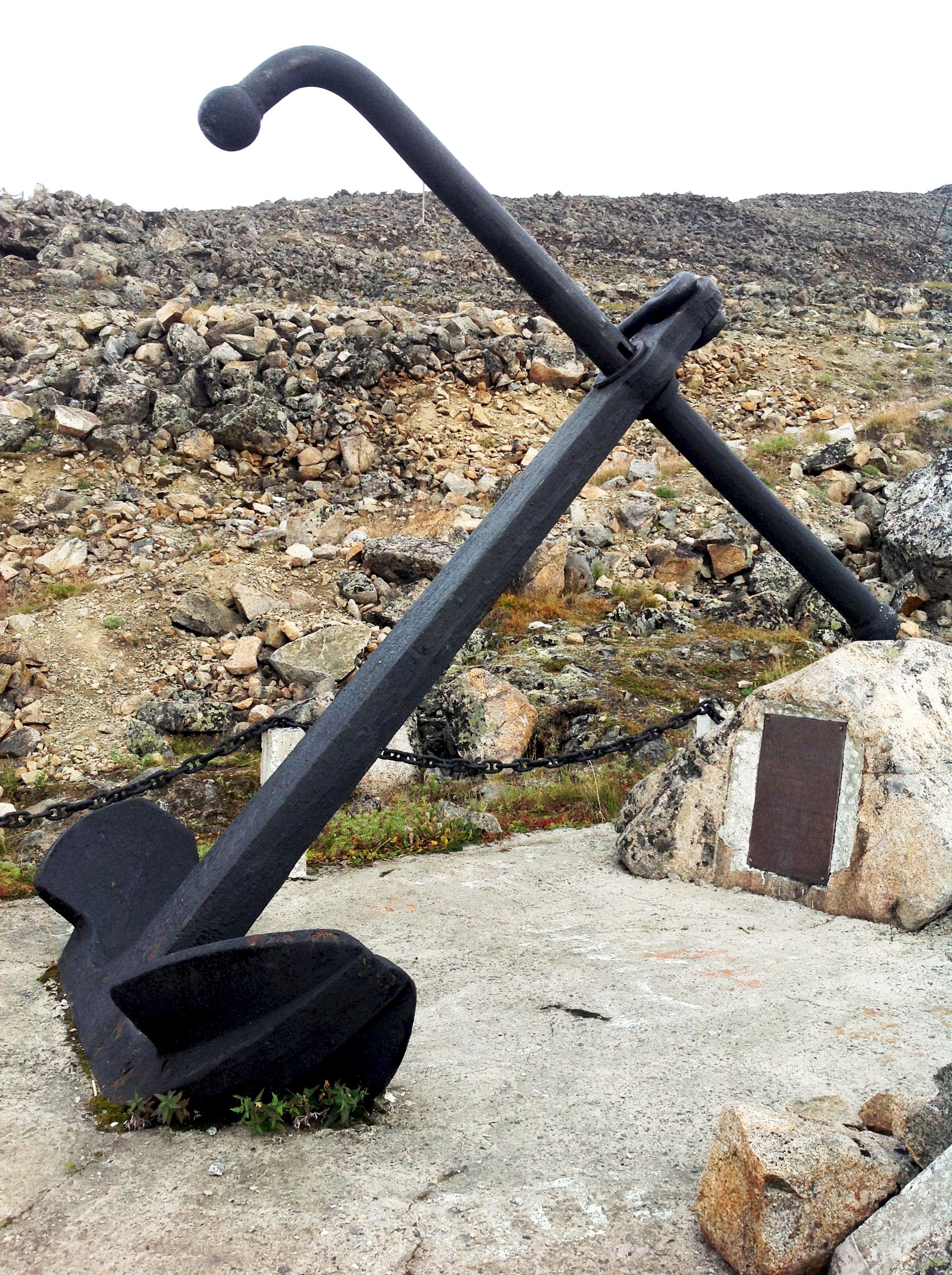
Пам'ятник Вітусу Берингу — корабельний якір

Після відкриття в 1660 році бухти Провидіння російської експедицією Курбата Іванова тут регулярно став проводитися промисел і зимівлі китобійних і торгових суден . На початку XX століття, з початком освоєння Північного морського шляху, на узбережжі бухти був організований вугільний склад для поповнення запасів палива кораблів, що прямують в Арктику, і до 1934 року тут з'явилися перші будови майбутнього морського порту, який став містоутворюючим для селища Провидіння.
В 1937 році з прибуттям каравану суден з будматеріалами силами підприємства Провіденстрой почалося активне будівництво порту і селища, і наприкінці 1945 року Камчатський обком ВКП (б) прийняв постанову про створення «в Чукотському районі робочого селища Провіденія на базі населеного пункту Главсевморпути в бухті Провидіння» .
10 травня 1946 року вийшов Указ Президії Верховної Ради РРФСР про утворення селища Провидіння, який вважається офіційною датою заснування поселення.
Селище продовжувало швидко розбудовуватися, цьому сприяла передислокація сюди військових частин. В 1947 році було побудовано першу громадську будівлю — їдальню.
В 1959 році ленінградський проектний інститут «Гіпроарктіка» підготував план забудови селища, враховуючи при цьому особливості рельєфу місцевості. Селище витягнувся вузькою смугою вздовж північного узбережжя бухти, при цьому обмеженість майданчиків для будівництва змусила відбудовувати нові будинки вгору по схилу гори Портова.

В 1962 році був побудований шкіряний завод, через два роки — морзвірокомбінат .

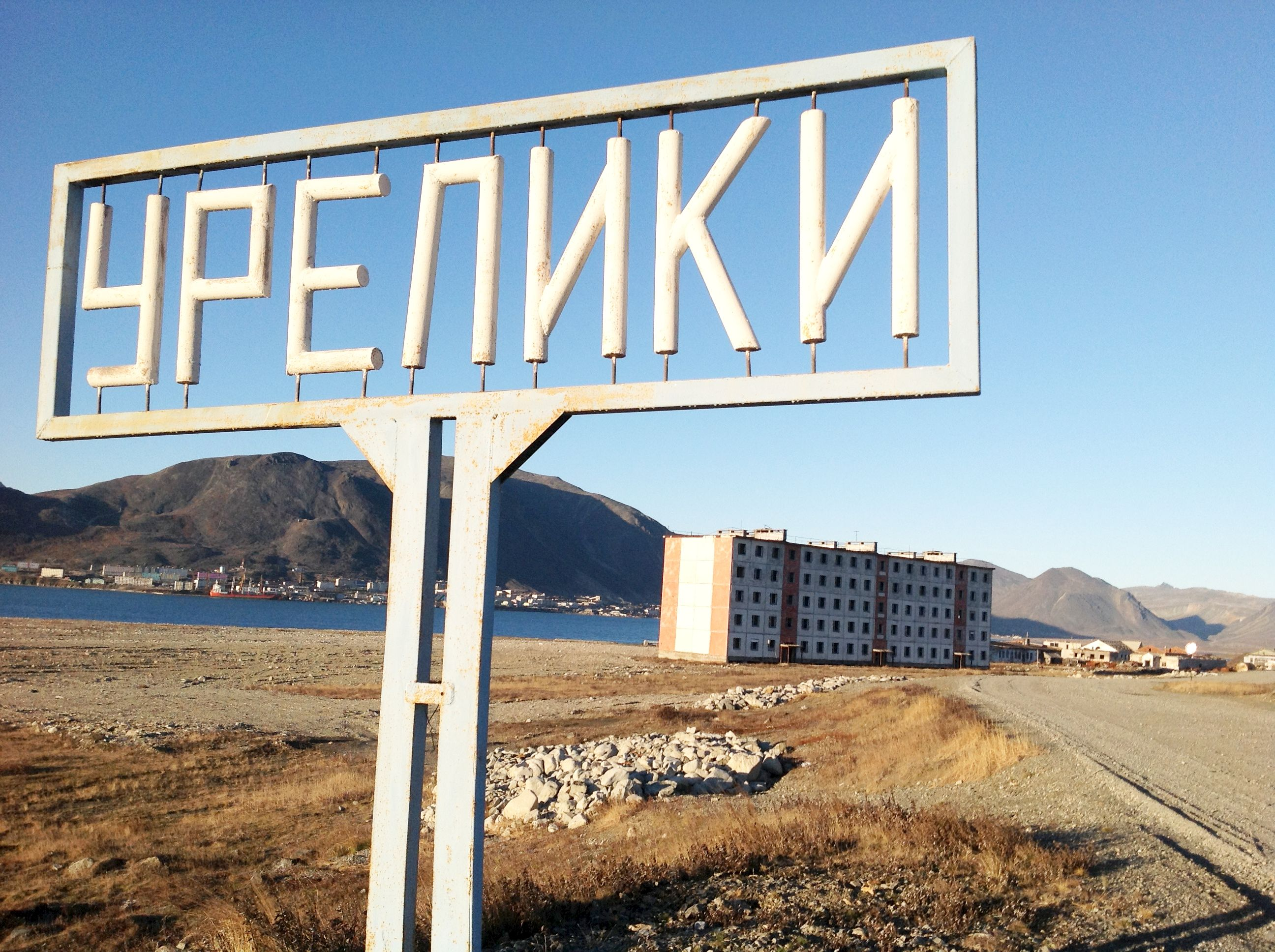
Урелікі — закинуте військове містечко

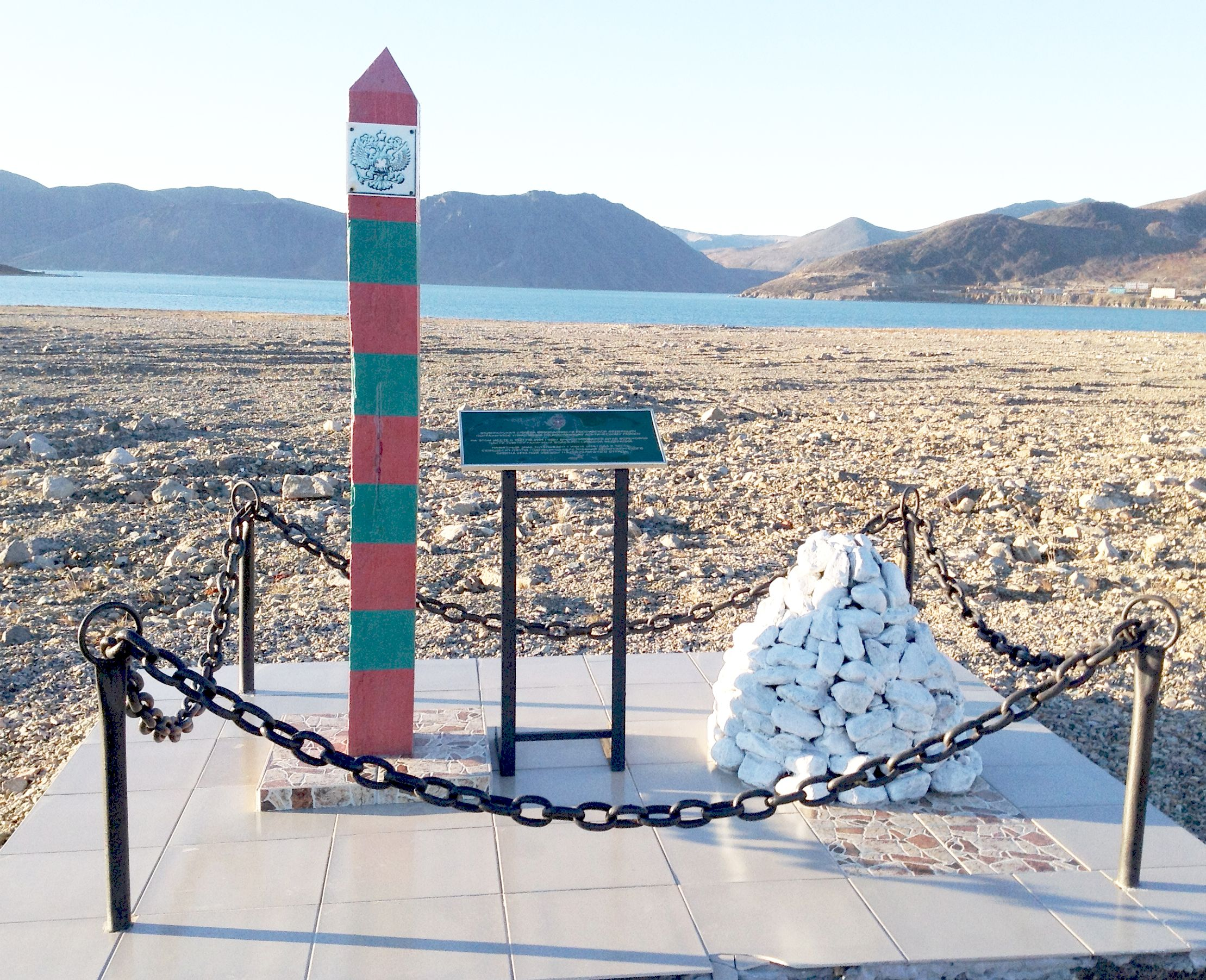
Пам'ятний знак на честь 75-ї річниці утворення Кенігсбергзького ордена Червоної Зірки 110-го прикордонного загону

В 1975 році відповідно до новоствореного генплану забудови селища, до 2000 року Провіденія мало стати містом із дванадцятитисячним населенням, при цьому пропонувалося перейменувати його на Дежнев. Однак соціально-економічні потрясіння в пострадянський час залишили ці плани нереалізованими. У період з 1994 по 2002 рр. в селищі не велося ніякого будівництва взагалі.
До кінця 1980-х в селищі проживало близько 6000 чоловік, але в 1990-х через масовий переїзд жителів відбулося адміністративне об'єднання двох селищ — Урелікі і Провіденія.

## Населення
| 1959  | 1970  | 1979  | 1989  | 2002  | 2006  | 2009  |
| ----- | ----- | ----- | ----- | ----- | ----- | ----- |
| 4840  | ↗6586 | ↘4643 | ↗5432 | ↘2723 | ↘2719 | ↘2616 |
| 2010  | 2011  | 2012  | 2013  | 2014  | 2015  | 2016  |
| ↘1970 | ↘1967 | ↗2008 | ↘1951 | ↗1993 | ↗2034 | ↗2082 |
| 2017  | 2018  | 2019  | 2020  |       |       |       |
| ↗2109 | ↗2151 | ↗2165 | ↘2091 |       |       |       |

## Клімат
| Клімат Провіденія | Клімат Провіденія | Клімат Провіденія | Клімат Провіденія | Клімат Провіденія | Клімат Провіденія | Клімат Провіденія | Клімат Провіденія | Клімат Провіденія | Клімат Провіденія | Клімат Провіденія | Клімат Провіденія | Клімат Провіденія | Клімат Провіденія |
| Показник | Січ.              | Лют.              | Бер.              | Квіт.             | Трав.             | Черв.             | Лип.              | Серп.             | Вер.              | Жовт.             | Лист.             | Груд.             |                   |
| Абсолютний максимум, °C | 3                 | 7                 | 3                 | 6                 | 14                | 22                | 23,9              | 22,2              | 19,1              | 8                 | 6,1               | 4,4               |                   |
| Середній максимум, °C | −11,1             | −12,1             | −9,1              | −5,1              | 2,4               | 8,1               | 11,9              | 11,2              | 6,9               | 0,4               | −5,6              | −9,6              |                   |
| Середній мінімум, °C | −15,5             | −17,5             | −15,6             | −11,6             | −2,2              | 2,5               | 6,2               | 6,1               | 2,4               | −2,9              | −9,2              | −13,7             |                   |
| Абсолютний мінімум, °C | −39,1             | −33,7             | −32,2             | −27,3             | −17               | −4,1              | 1,7               | −1                | −5,6              | −16,8             | −25,7             | −30,4             |                   |
| Норма опадів, мм | 48                | 36                | 30                | 33                | 30                | 36                | 54                | 81                | 81                | 60                | 75                | 60                |                   |
| --- | ----------------- | ----------------- | ----------------- | ----------------- | ----------------- | ----------------- | ----------------- | ----------------- | ----------------- | ----------------- | ----------------- | ----------------- | ----------------- |
| Джерело: meoweather. www.meoweather.com. Процитовано 5 березня 2019.{{cite web}}: Обслуговування CS1: Сторінки з параметром url-status, але без параметра archive-url (посилання) |                   |                   |                   |                   |                   |                   |                   |                   |                   |                   |                   |                   |                   |